# Correbidia costinotata
Correbidia costinotata är en fjärilsart som beskrevs av William Schaus 1911. Correbidia costinotata ingår i släktet Correbidia och familjen björnspinnare. Inga underarter finns listade i Catalogue of Life.